# Eden Alm
Rut Ella Eden Alm (ursprungligen Rut Ella Alm), mer känd under sitt artistnamn Eden, född 30 december 1999 i Röke församling, Skåne län, är en svensk artist.

## Biografi
Eden Alm sökte tillsammans med tvillingsystern Alice Alm in till 2019 års upplaga av TV-programmet Idol på TV4, där endast hon själv tog sig vidare till slutaudition samt hela vägen till kvalveckan. Hon identifierar sig som bigender.

### Melodifestivalen
Den 29 november 2022 stod det klart att Eden skulle delta i Melodifestivalen 2023 med låten "Comfortable", skriven av henne själv tillsammans med Benjamin Rosenbohm, Emil Adler Lei och Julie Aagaard. Hon framförde denna låt i den andra deltävlingen i Linköping den 11 februari 2023. Låten gick inte vidare, utan kom på sista plats.

### Privatliv
Eden Alm var mellan 2021 och 2024 tillsammans med Youtube-profilen Sara Songbird.

## Diskografi

### Singlar
- 2019 – Now I've found you (Marcus Urbanski)
- 2022 – Mera tid (Emperial)

## Låtar
- 2019 – Now I've found you (skriven tillsammans med Marcus Urbanski).
- 2022 – Mera tid (skriven tillsammans med Axel Wintzell, John Haage och Nils Norberg).
- 2022 – Comfortable (skriven tillsammans med Benjamin Rosenbohm, Emil Adler Lei och Julie Aagaard).
- 2023 – walk of shame (skriven tillsammans med Axel Wintzell, John Haage och Nils Norberg).
- 2023 – lilla jag (skriven tillsammans med Axel Wintzell, John Haage, Nils Norberg) och Sara Linderholm.